# 勤行 (真宗大谷派)
真宗大谷派における勤行（ごんぎょう）とは、寺院の本堂や門徒の家庭における「お内仏」、又は携帯する事のできる「三折本尊」などの前で、合掌礼拝・称名念仏し、経典・偈文などを読誦することをいう。「おつとめ」ともいう。
この項目では、門徒の家庭における勤行について説明する。
真宗大谷派においては、仏恩・師恩に対する報恩報謝、仏徳讃嘆すること。
教義上、功徳を積むため勤めたり、祖先の霊に向けて勤めない。

## 早見表

### 勤行次第
|                          | 正信偈                                                         | 念仏                                                           | 和讃                                                           | 和讃                                                           | 回向                                                           | 御文                                                           |
| ------------------------ | -------------------------------------------------------------- | -------------------------------------------------------------- | -------------------------------------------------------------- | -------------------------------------------------------------- | -------------------------------------------------------------- | -------------------------------------------------------------- |
| 平時・朝                 | 草                                                             | 三淘                                                           | 三首引（六首引）・三淘                                         | 回り口                                                         | 願                                                             | 回り口                                                         |
| 平時・夕                 | 草                                                             | 短念仏                                                         |                                                                |                                                                | 願                                                             | （回り口）                                                     |
| 月命日                   | 朝の勤行は「平時・朝」、夕の勤行は「平時・夕」の勤行次第と同じ | 朝の勤行は「平時・朝」、夕の勤行は「平時・夕」の勤行次第と同じ | 朝の勤行は「平時・朝」、夕の勤行は「平時・夕」の勤行次第と同じ | 朝の勤行は「平時・朝」、夕の勤行は「平時・夕」の勤行次第と同じ | 朝の勤行は「平時・朝」、夕の勤行は「平時・夕」の勤行次第と同じ | 朝の勤行は「平時・朝」、夕の勤行は「平時・夕」の勤行次第と同じ |
| 祥月命日                 | 朝の勤行は「平時・朝」、夕の勤行は「平時・夕」の勤行次第と同じ | 朝の勤行は「平時・朝」、夕の勤行は「平時・夕」の勤行次第と同じ | 朝の勤行は「平時・朝」、夕の勤行は「平時・夕」の勤行次第と同じ | 朝の勤行は「平時・朝」、夕の勤行は「平時・夕」の勤行次第と同じ | 朝の勤行は「平時・朝」、夕の勤行は「平時・夕」の勤行次第と同じ | 朝の勤行は「平時・朝」、夕の勤行は「平時・夕」の勤行次第と同じ |
| 年忌                     | 朝の勤行は「平時・朝」、夕の勤行は「平時・夕」の勤行次第と同じ | 朝の勤行は「平時・朝」、夕の勤行は「平時・夕」の勤行次第と同じ | 朝の勤行は「平時・朝」、夕の勤行は「平時・夕」の勤行次第と同じ | 朝の勤行は「平時・朝」、夕の勤行は「平時・夕」の勤行次第と同じ | 朝の勤行は「平時・朝」、夕の勤行は「平時・夕」の勤行次第と同じ | 朝の勤行は「平時・朝」、夕の勤行は「平時・夕」の勤行次第と同じ |
| 修正会（元日）・朝       | 草                                                             | 三淘                                                           | 三首引（六首引）・三淘                                         | 『浄土和讃』一                                                 | 願                                                             | 一帖目第一通                                                   |
| 修正会（1月2日以降）・朝 | 草                                                             | 三淘                                                           | 三首引（六首引）・三淘                                         | 回り口                                                         | 願                                                             | 回り口                                                         |
| 修正会・夕               | 草                                                             | 短念仏                                                         |                                                                |                                                                | 願                                                             | ×                                                              |
| 修正会（1月4日朝）       | 「平時・朝」の勤行次第と同じ                                   | 「平時・朝」の勤行次第と同じ                                   | 「平時・朝」の勤行次第と同じ                                   | 「平時・朝」の勤行次第と同じ                                   | 「平時・朝」の勤行次第と同じ                                   | 「平時・朝」の勤行次第と同じ                                   |
| 春季彼岸会               | 朝の勤行は「平時・朝」、夕の勤行は「平時・夕」の勤行次第と同じ | 朝の勤行は「平時・朝」、夕の勤行は「平時・夕」の勤行次第と同じ | 朝の勤行は「平時・朝」、夕の勤行は「平時・夕」の勤行次第と同じ | 朝の勤行は「平時・朝」、夕の勤行は「平時・夕」の勤行次第と同じ | 朝の勤行は「平時・朝」、夕の勤行は「平時・夕」の勤行次第と同じ | 朝の勤行は「平時・朝」、夕の勤行は「平時・夕」の勤行次第と同じ |
| 盂蘭盆会（13日）・夕     | 「平時･夕」の勤行次第と同じ                                    | 「平時･夕」の勤行次第と同じ                                    | 「平時･夕」の勤行次第と同じ                                    | 「平時･夕」の勤行次第と同じ                                    | 「平時･夕」の勤行次第と同じ                                    | 「平時･夕」の勤行次第と同じ                                    |
| 盂蘭盆会（14、15日）・朝 | 草                                                             | 三淘                                                           | 六首引・三淘                                                   | 回り口                                                         | 願                                                             | 回り口                                                         |
| 盂蘭盆会（14、15日）・夕 | 中読                                                           | 三淘                                                           | 三首引・三淘                                                   | 回り口                                                         | 世                                                             | 回り口                                                         |
| 盂蘭盆会（16日）・朝     | 「平時・朝」の勤行次第と同じ                                   | 「平時・朝」の勤行次第と同じ                                   | 「平時・朝」の勤行次第と同じ                                   | 「平時・朝」の勤行次第と同じ                                   | 「平時・朝」の勤行次第と同じ                                   | 「平時・朝」の勤行次第と同じ                                   |
| 秋季彼岸会               | 朝の勤行は「平時・朝」、夕の勤行は「平時・夕」の勤行次第と同じ | 朝の勤行は「平時・朝」、夕の勤行は「平時・夕」の勤行次第と同じ | 朝の勤行は「平時・朝」、夕の勤行は「平時・夕」の勤行次第と同じ | 朝の勤行は「平時・朝」、夕の勤行は「平時・夕」の勤行次第と同じ | 朝の勤行は「平時・朝」、夕の勤行は「平時・夕」の勤行次第と同じ | 朝の勤行は「平時・朝」、夕の勤行は「平時・夕」の勤行次第と同じ |
| 門徒報恩講（一座）       | 草                                                             | 三淘                                                           | 六首引・三淘                                                   | 『浄土和讃』一                                                 | 願                                                             | 五帖目第十通                                                   |
| 歳末昏時（12月31日・夕） | 中読                                                           | 三淘                                                           | 三首引（六首引）・三淘                                         | 『正像末和讃』九                                               | 願                                                             | 回り口                                                         |

|                            | 正信偈                                         | 念仏                                           | 和讃                                           | 和讃                                           | 回向                                           | 御文                                           |
| -------------------------- | ---------------------------------------------- | ---------------------------------------------- | ---------------------------------------------- | ---------------------------------------------- | ---------------------------------------------- | ---------------------------------------------- |
| 門徒報恩講（一昼夜）・夕   | （真〈行〉）                                   | 五淘                                           | 六首引・五淘                                   | 『浄土和讃』一                                 | 願                                             | 五帖目第十通                                   |
| 門徒報恩講（一昼夜）・朝   | 中読                                           | 五淘                                           | 六首引・五淘                                   | 『高僧和讃』一                                 | 願                                             | 三帖目第九通                                   |
| 門徒報恩講（一昼夜）・日中 | （真〈行〉）                                   | 五淘                                           | 六首引・五淘                                   | 『正像末和讃』九ノ三                           | 願                                             | ×                                              |
| 宗祖御祥月・夕             | 「門徒報恩講（一昼夜）・夕」の勤行次第と同じ   | 「門徒報恩講（一昼夜）・夕」の勤行次第と同じ   | 「門徒報恩講（一昼夜）・夕」の勤行次第と同じ   | 「門徒報恩講（一昼夜）・夕」の勤行次第と同じ   | 「門徒報恩講（一昼夜）・夕」の勤行次第と同じ   | 「門徒報恩講（一昼夜）・夕」の勤行次第と同じ   |
| 宗祖御祥月・朝             | 「門徒報恩講（一昼夜）・朝」の勤行次第と同じ   | 「門徒報恩講（一昼夜）・朝」の勤行次第と同じ   | 「門徒報恩講（一昼夜）・朝」の勤行次第と同じ   | 「門徒報恩講（一昼夜）・朝」の勤行次第と同じ   | 「門徒報恩講（一昼夜）・朝」の勤行次第と同じ   | 「門徒報恩講（一昼夜）・朝」の勤行次第と同じ   |
| 宗祖御祥月・日中           | 「門徒報恩講（一昼夜）・日中」の勤行次第と同じ | 「門徒報恩講（一昼夜）・日中」の勤行次第と同じ | 「門徒報恩講（一昼夜）・日中」の勤行次第と同じ | 「門徒報恩講（一昼夜）・日中」の勤行次第と同じ | 「門徒報恩講（一昼夜）・日中」の勤行次第と同じ | 「門徒報恩講（一昼夜）・日中」の勤行次第と同じ |

注記
正信偈
- 「草」は草四句目下、「真」は真四句目下、「行」は行四句目下のこと。
- 真四句目下、行四句目下は、草四句目下に替えてつとめても構わない。

回向
- 「願」は 「願以此功徳」、「世」は「世尊我一心」を拝読する。

御文
- 『御文』拝読の作法を参照のこと。
- 平時・夕の勤行は、朝の勤行で『御文』を拝読している場合は省略可。

修正会
修正会の「和讃」・『御文』
- 元日の朝（晨朝）は、『和讃」は『浄土和讃』「彌陀成佛のこのかたは」、『御文』は一帖目第一通「ある人いわく」を拝読する。
  - 1月2日以降は、回り口にて拝読する（例えば、1月2日は、『浄土和讃』二「道光明朗超絶せり」、『御文』一帖目第二通「出家発心」）。

門徒報恩講
- 門徒報恩講（一座）は、日時を決めて一座でつとめる場合の勤行式。
  - その際『御文』は、五帖目第十通「聖人一流」、もしくは五帖目第十通「御正忌」を拝読する。

勤行次第早見表ⅠⅠ
- 門徒報恩講（一昼夜）・宗祖御祥月（11月27日・夕〜28日・日中）は、寺院法要作法に倣った作法を示している。
  - 宗祖御祥月は、本山の御正忌報恩講に参拝するのがならいであるが、上山出来ない場合は、お内仏にておつとめする。
- 真（行）四句目下・五淘による勤行が出来ない場合は、草四句目下・三淘（五三淘）によるおつとめで構わない。
- 「日中」の勤行を略して「兼日中」として朝につとめる場合は、和讃は『正像末和讃』九ノ三「南無阿彌陀佛の廻向の」（六首引・三淘）、『御文』三帖目第九通「御命日」（「鸞聖人」）を拝読する。

### 荘厳
|            | 具足 | 瓔珞 | 打敷 | 華束 | 鏡餅 | 木蝋 | 立燭     | 燃香 | 焼香 | 切籠 |
| ---------- | ---- | ---- | ---- | ---- | ---- | ---- | -------- | ---- | ---- | ---- |
| 平時       | 三   |      |      |      |      | ○    |          | ○    |      |      |
| 月命日     | 三   |      |      |      |      |      | 朱（白） | ○    | ○    |      |
| 祥月命日   | 三   |      | ○    | ○    |      |      | 朱（白） | ○    | ○    |      |
| 年忌       | 三   |      | ○    | ○    |      |      | 朱       | ○    | ○    |      |
| 修正会     | 三   |      | 冬   |      | ○    |      | 朱（白） | ○    | ○    |      |
| 春季彼岸会 | 三   |      | 冬   | ○    |      |      | 朱       | ○    | ○    |      |
| 盂蘭盆会   | 三   |      | 夏   | ○    |      |      | 朱       | ○    | ○    | ○    |
| 秋季彼岸会 | 三   |      | 冬   | ○    |      |      | 朱       | ○    | ○    |      |
| 門徒報恩講 | 五   | ○    | ○    | ○    |      |      | 朱       | ○    | ○    |      |
| 宗祖御祥月 | 三   |      |      | ○    |      |      | 白（朱） | ○    | ○    |      |
| 御移徙     | 五   | ○    | ○    | ○    |      |      | 朱       | ○    | ○    |      |

注記
具足
- 「三」は三具足、「五」は五具足の荘厳。
- 五具足荘厳が出来ない場合は、三具足の荘厳で構わない。

打敷
- 「冬」は冬用打敷、「夏」は夏用打敷。
- 「○」は、6月から秋彼岸前までは夏打敷を用いる。

鏡餅
- 修正会は、「華束」を用いず、折敷に白紙を敷いて「鏡餅」を備える。

立燭
- 蝋燭は、碇（いかり）型の和蝋燭を用いるのが正式。
- 中陰期間は、銀濃（ぎんだめ）を用いるのが正式。用意できない場合は白色。
- 百か日は、白色の蝋燭を用い、一周忌より朱色（白色も可）の蝋燭を用いる。

焼香
- 彼岸会は、初日・中日・結願のみ焼香する。

切籠
- 「切籠」は、切子灯籠のこと。可能であれば用いる。

## 注意・諸作法
以下は、寺院作法を踏まえた注意である。教義上、形式が重要なのでは無く、如来より賜わる信心を第一とする。勤行は、あくまで報恩報謝、仏徳讃嘆のためであり、「行」として勤めるものではない。
礼拝の対象
- 礼拝の対象は、本尊のみである。
  - 在家の場合は、本山から授与された阿弥陀如来の絵像の掛軸・三折本尊を用いる。
- 位牌[5]や法名軸･過去帳に対して行わない。

（写真（故人）、遺骨、おふだ、お守り、浄土真宗以外の仏像をお内仏へ入れない。）
合掌礼拝
- 一礼後に、本尊を仰ぎ見ながら合掌礼拝・称名念仏する。
  - 礼拝の途中に、目をふせても構わない。最初と最後は、本尊を仰ぎ見て称名念仏する。
- 必ず念珠を用いて合掌礼拝する。

合掌の作法　
姿勢
- 正座または立位で、数珠の輪の中に通した左手をみぞおちの前あたりにあげて、その輪の中に右手を通す。合掌した手の角度は、約45度くらいに保つ。

数珠の掛け方
- 一輪のものは、親珠と房を下に垂らし、輪の中に人差し指から小指を通し、親指で軽く押さえる。
- 二輪のものは、親珠を親指で押さえ、房を左側へ下げます。（称名念仏の際に、手を擦り合わせて数珠を揉んだりはしない。）

称名念仏について
- 声に出して「南無阿弥陀仏」（なむあみだぶつ・なんまんだぶ〈つ〉[7]）と称える。
- 声の大きさは、自分の耳に聞こえる程度でよい。大声で称える必要は無い。
  - 「なもあみだぶつ」は、本願寺派の称え方。

リンについて
- 合掌礼拝の前に、鈴（リン）を打たない。
- 勤行本や声明集に黒丸などで示されている箇所でのみ打つ。リンを打つ箇所を「壺」という。

勤行について
- 勤行集などを読みながら勤める。暗記していても、暗誦しない。
- なるべくなら、家族揃って行うこととされている。

正座について
- 正座できる者は、正座にて勤行する。
- 膝を痛めている者は、椅子を用いても構わない。

### 複数人で勤行する時の注意

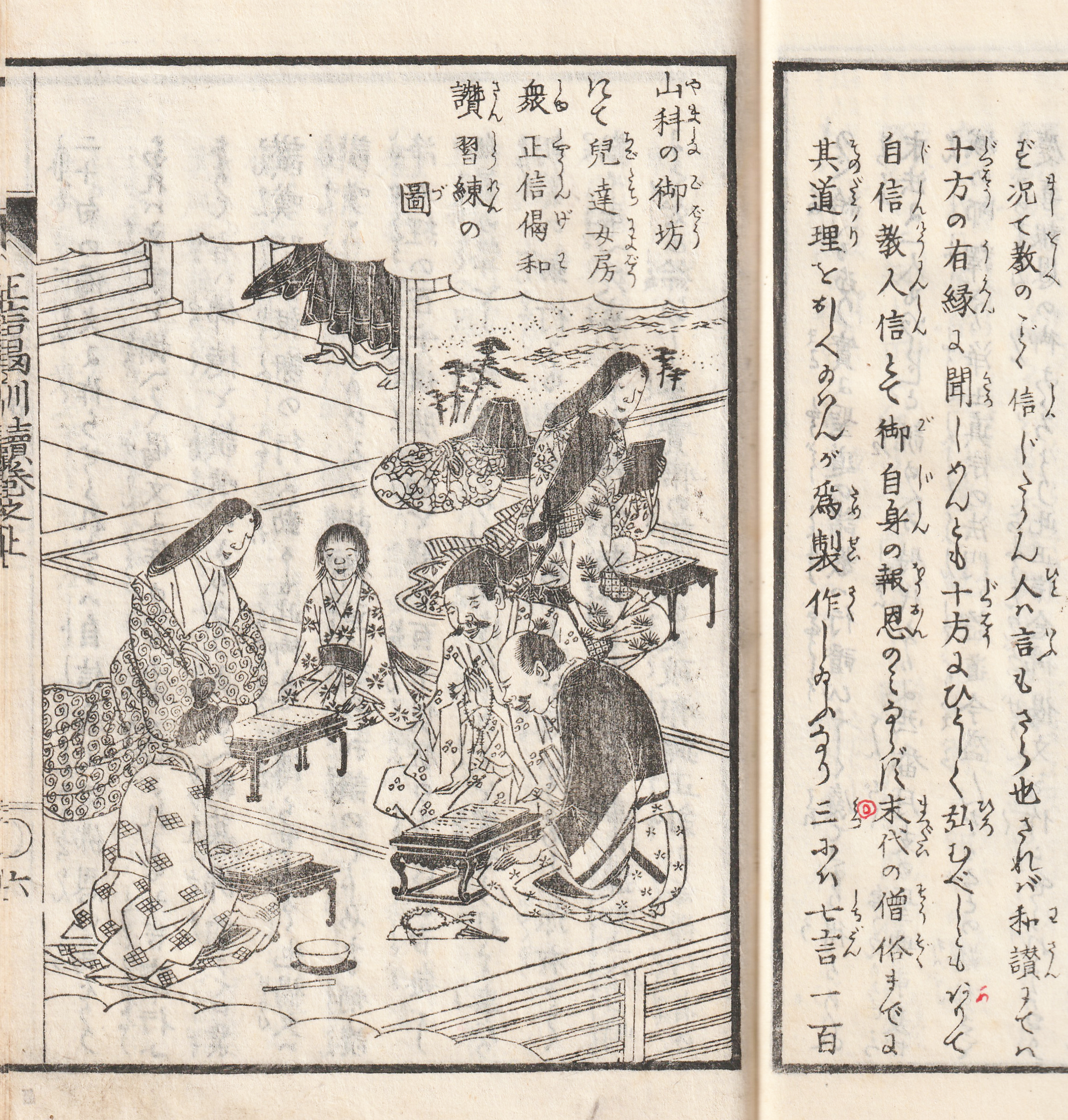
山科本願寺で正信偈を集団で唱える練習する男女。『正信偈訓読図会』1858年より

合掌礼拝時は、調声人が最初のリンを打ったら合掌を解く。
勤行集に○の印が表記されている句頭の部分（調声）は、調声人のみ唱える。（「正信念仏偈」（以降「正信偈」）草四句目下 であれば、「歸命無量壽如來」と「善導獨明佛正意」の部分である。）○印がある以外の部分は、全員で唱える。
『御文』を拝読する時は、調声人のみ拝読する。その時、調声人は蓮如上人絵像または九字名号を左にして本尊のある中心側を向く。調声人以外の参拝者は頭を垂れ拝聴する。

### 日常勤行が出来ない場合
時間が無いなど、止むを得ず勤行が出来ない場合でも、合掌礼拝・称名念仏は欠かさないように心掛ける。その際に、リンは打たない。
風邪や病気などで、止むを得ず勤行が出来ない場合は、無理はしない。教義上「勤行が欠かしたから罰が当る」という考えは無い。

## 勤行に必要な物
- 念珠
- 勤行集（『真宗大谷派勤行集』・『増補 真宗大谷派勤行集』「慧日院声明集」など）、もしくは声明集（『大谷声明集 上』など）
- 略肩衣 - 仏前における正装なので、できることなら用意しておき、自宅のお内仏の前でも用いる。

## 勤行前の準備
1. 手を洗い･洗顔･身だしなみを整える。
2. 本尊に一礼する。
3. 朝は花瓶（かひん）･華瓶（けびょう）の水を替える。
4. 仏壇内部に汚れがあれば、掃除する。
5. 左手に念珠を持ち、できれば略肩衣を首に掛ける。
6. 輪灯に火を灯す。電球を用いている場合は、点灯する。
7. お内仏の中が暗ければ、金灯籠[10]をつける。
8. 燃香 - 適当な長さに線香を折り、火を点けて土香炉（どごうろ）に寝かす[11]。

立燭（りっそく）について
平時は輪灯の灯明のみで構わない。しかし仏壇内部が暗い場合は、鶴亀燭台の木蝋を外し、白色の碇型和蝋燭を灯す。外した木蝋は、前卓の上などには置かずに、仏壇の外に取り出す。
- 小型の仏壇の場合は、仏壇内で無理に立燭すると火災の恐れがあるので、外に別の燭台を置いて立燭する。

## 勤行次第と荘厳
以下は、在家における勤行の一例として述べる。地方により細部が異なる場合がある。
勤行作法については、自分の所属する寺（お手次寺）の住職に教えていただく事が、最良である。所属寺院が無い場合は、各地の教務所・別院に訊ねる。
声明（しょうみょう）を独学で覚えるには、本山が出しているCD・カセットテープ（真宗大谷派宗務所出版部発行）や、市販の解説本に添付されているCDなどを参考にすると良い。

### 共通の勤行次第
勤行前の準備
上記（勤行前の準備）を参照。
頭礼
本尊を仰ぎ見た後、一礼する。
焼香
平時は、焼香しない。
年中行事については、下記（年中行事）セクションの各行事を参照。
合掌礼拝・称名念仏
念仏の数に特に決まりは無く、数にこだわる事はしない。目安として、一呼吸から一呼吸半。
撥（リン棒）を、リンの中より取り出す。角リン台・雲輪を用いている場合は、雲輪の右脇に撥を置く。
再び合掌礼拝。
- 「三帰依文」を唱和する場合は、合掌のまま唱和する。唱和後、合掌のまま称名念仏する。
- 複数人で勤めている場合は、リンを打つ役の者以外は、最初のリンが打たれるまで合掌を保つ。

頂戴
勤行集（声明集）を頂戴する。
勤行
勤行の次第は、平時と年中行事で異なる。
詳細は、下記（平時の勤行次第・年中行事の各行事）を参照。
勤行後、再び勤行集を頂戴する。
合掌礼拝・称名念仏
撥（リン棒）をリンの中に納める。
『御文』拝読
回り口にて拝読（拝聴）する。
『御文』拝読作法の詳細については、下記（『御文』拝読の作法）のセクションを参照。
拝読（拝聴）後、合掌礼拝・称名念仏。
- 鶴亀燭台に立燭した場合は、木蝋に戻す。

仏供
平時は、勤行後に仏供を仏器に盛糟を用いて盛り、備える。
勤行前に備える事は、年中行事を除きしない。
正午前には、仏供を下げる。

### 平時
荘厳
平時は、打敷・瓔珞は用いない。華束（供笥に小餅を盛ったもの。）は、備えない。本来は、金灯籠も用いない。

#### 平時の勤行次第
共通の勤行次第の詳細は、上記（共通の勤行次第）を参照のこと。
朝の勤行次第
1. 「正信偈」草四句目下（そうしくめさげ） - 勤行集は、両手で胸の前辺りに持つ。経卓がある場合は置いてもよい。
2. 念仏和讃（三首引〈もしくは六首引〉・三淘 ） - 回り口もしくは、最初の六首（「弥陀成仏の～」から六首）を繰返して読んでも構わない。
3. 回向（三淘） - 「願以此功徳」（がんにしくどく）

- 「同朋奉讃式」によるおつとめでも構わない。

夕の勤行次第
1. 「正信偈」草四句目下、 または「嘆仏偈」など。
2. 短念仏
3. 回向 - 「願以此功徳」
4. 『御文』 - 朝に拝読した場合は、略しても良い。

- 朝に仏供を備えた場合は、備える必要は無い。
- 朝の勤行と同様に、「同朋奉讃式」によるおつとめでも構わない。

### 年中行事
共通の勤行次第の詳細は、上記（共通の勤行次第）を参照のこと。

#### 修正会
期間
元日から1月3日まで。
荘厳
歳末昏時（12月31日夕の勤行）の前に、修正会の荘厳をする。
1月4日の朝の勤行後に、鏡餅を下げ、打敷を取り、荘厳を平時に戻す。
修正会の勤行次第
立燭 - 朱の碇型和蝋燭を鶴亀燭台に灯す。
朝の勤行時は、土香炉に燃香したのち、火舎香炉（金香炉）に焼香する。
夕の勤行時は、土香炉に燃香するのみで、焼香しない。
朝の勤行次第
1. 「正信偈」草四句目下
2. 念仏和讃 - 元日の朝は、「彌陀成佛のこのかたは」六首引。以降、回り口。
3. 回向・「願以此功徳」

- 『御文』 - 一帖目第一通「ある人いわく」（もしくは、五帖目第一通「末代無智」）

夕の勤行次第
1. 「正信偈」草四句目下
2. 短念仏、もしくは念仏和讃（六首引〈三首引〉）回り口。
3. 回向・「願以此功徳」

- 『御文』は、拝読しない。

1月4日の朝の勤行次第
平時の朝の勤行次第と同じ。

#### 春季彼岸会・秋季彼岸会
期間
春分・秋分を「中日」とした、前後各3日間を合わせた、一週間。彼岸入りを「初日」、彼岸明けを「結願」（「結日」とも）と呼ぶ。
荘厳
彼岸会初日の前日の夕の勤行後に、掃除をし、卓に冬用打敷を掛け、華束を備える。仏花を立て替える。
結願の夕の勤行後に、華束を下げ、打敷を取り、荘厳を平時に戻す。
彼岸会の勤行次第
初日・中日・結願は、土香炉に燃香したのち、火舎香炉（金香炉）に焼香する。
その他の勤行次第は、平時の勤行次第と同じ。

#### 盂蘭盆会
期間
7月に勤める地域と、8月に勤める地域がある。また旧暦7月に勤める地域もある。
荘厳
13日の朝の勤行後に、掃除をし、卓に夏用打敷を掛け、華束を備える。仏花を立て替える。
できれば在家用の切子灯籠（大谷派用）を仏壇前に一対下げる。
16日の朝の勤行後に、華束を下げ、打敷（・切子灯籠）を取り、荘厳を平時に戻す。
盂蘭盆会の荘厳の注意
地域により異なるが、一般の盆提灯の類は、用いない。また、新盆に白張提灯を用いない。
「精霊棚」は作らない。茄子で作った牛や胡瓜の馬のお供えをしない。
精霊迎え・精霊送り、迎え火・送り火などは、行わない。
盂蘭盆会の勤行次第
13日夕の勤行は、燃香のみで焼香しない。
14日・15日の朝夕、16日朝の勤行は、土香炉に燃香したのち、火舎香炉（金香炉）に焼香する。
15日は、朝の勤行から夕の勤行まで切子灯籠を灯す。もしくは、14日・15日の勤行の際に切子灯籠を灯す。
13日夕の勤行次第
平時の夕の勤行次第と同じ。
14日・15日の朝の勤行次第
1. 「正信偈」草四句目下
2. 念仏和讃（六首引・三淘） - 回り口。
3. 回向 - 「願以此功徳」

- 『御文』 - 回り口。

14日・15日の夕の勤行次第
1. 「正信偈」中読[4]
2. 念仏和讃（三首引・三淘） - 回り口。
3. 回向 - 「世尊我一心」

- 『御文』 - 回り口。

16日朝の勤行次第
平時の朝の勤行次第と同じ。

#### 報恩講
期間
11月21～28日の間に本山で厳修される御正忌報恩講の予修として勤める。
所属寺の報恩講との兼ね合いを踏まえて、日時を決める。
荘厳
在家報恩講の勤行次第

#### 歳末昏時
期間
12月31日夕
荘厳
12月31日の朝の勤行後に、掃除をして、卓に打敷を掛け、鏡餅を折敷に白紙を敷いて備える。
樒・仏花を立て替える。
華束は、用いない。
歳末昏時の勤行次第
1. 「正信偈」中読
2. 念仏和讃 - 「南無阿弥陀仏ノ回向ノ」三首引（六首引）・三淘
3. 回向 - 「願以此功徳」

- 『御文』は、拝読しない。

#### 年忌法要
荘厳
- 打敷を敷く
- 仏花は季節に応じて（但し真を松にして（ボサ真））
- 朱蝋燭
- 焼香する
- 供笥に白餅か杉盛華束
- 法名前も仏供を備える

年忌法要の勤行次第
1. 伽陀（御経に応じた伽陀（三経伽陀））
2. 表白
3. 御経
仏説無量寿経 巻上か下、又は(抄)、仏説観無量寿経か(抄)、または、仏説阿弥陀経
4. 経後短念仏（※ム上げ念仏）
5. 願生偈
6. 念仏讚（三淘）
7. 和讚（三首引き 次第章）
8. 回向
  - 御文
  - 法話

または、現大谷派が行っている勤行次第
1. 伽陀（先請弥陀入道場）
2. 表白
3. 御経
無量寿経か観無量寿経か阿弥陀経（読み切り）
4. 正信偈（草四句目下）
5. 念仏和讚（同朋奉讚）
6. 回向
  - 御文
  - 法話

#### 祥月命日
荘厳
- 打敷
- 朱蝋燭
- 供笥杉盛か白餅
- 仏供

祥月命日の勤行次第
逮夜
1. 正信偈（行四句目下）
2. 念仏讚（五三淘）
3. 和讚（六首引き）
4. 回向（世尊我一心か我世彼尊功徳事）
  - 御文

日中
1. 文類偈（草四句目下）
2. 念仏讚（五三淘）
3. 和讚（六首引）
4. 回向（願以此功徳）

## 『御文』拝読の作法
作法
1. 御文箱より『御文』を取り出し、頂戴する。 - 『御文』が無く、勤行集に載っている御文を拝読する場合は、勤行本を頂戴する。
2. 『御文』拝読。- 『御文』は、経卓に置かずに、両手で持ち拝読する事。
3. 拝読後、『御文』を頂戴する。
  - 平時の場合、朝の勤行時に『御文』を拝読出来なければ、夕の勤行時に拝読しても構わない。
  - 本文の後にある奥書[28]（日付・和歌・文章・場所）は、拝読しない。

回り口（『御文』約二百数十通あるうちの80通を「五帖に編纂した御文（五帖御文）」を用いる場合。）
- 「回り口」とは 『御文』の場合、お正月には一帖目第一通からを、(一日一通づつ)順次拝読すること[29]。
- 「五帖目」のみを第一通からを回り口で拝読しても構わない。

参考（以下は、寺院作法である。）
- 五帖全部を「回り口」で拝読する場合は、内容を考慮して「両度御命日御文」は定められた日のみ拝読する。
- 同様に「報恩講御文」・「御浚御文」は、平時には拝読しない。
  - 五帖目のみを回り口で拝読する場合は、その限りではない。

両度御命日御文（前門首御命日〈13日〉・宗祖親鸞聖人御命日〈28日〉）
- 五帖目第一通「末代無智」 - 毎月12日夕の勤行で拝読する。
- 四帖目第十二通「毎月両度」 - 毎月13日朝の勤行で拝読する。
- 五帖目第十通「聖人一流」 - 毎月27日夕の勤行で拝読する。
- 三帖目第九通「鸞聖人」（「御命日」） - 毎月28日朝の勤行で拝読する。

報恩講御文
- 三帖目第十一通「毎年不闕」
- 四帖目第五通「中古已来」
- 四帖目第六通「三か条」
- 四帖目第七通「六か条」
- 四帖目第八通「八か条」
- 四帖目第十五通「大坂建立」
- 五帖目第十一通「御正忌」- 在家報恩講で拝読する『御文』。

御浚御文
- 二帖目第一通「御浚え」 - 報恩講翌日の朝の勤行で拝読する。